# Hatmehit
| HAt | mH · H · i · i | t · H8 |

| HAt | mH · H · i · i | t · H8 |

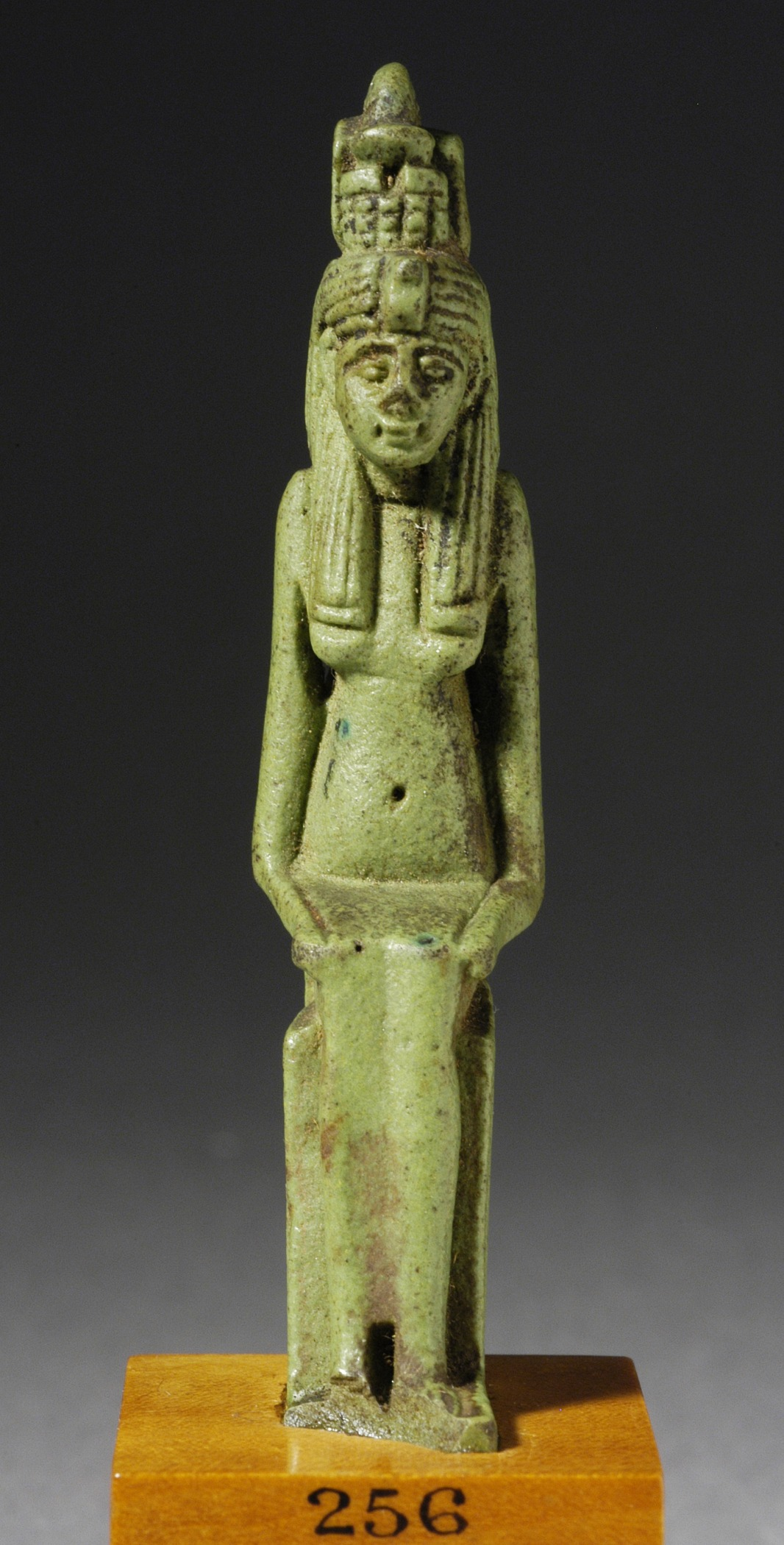
Socha Hatmehit v Los Angeles County Museum of Art

Hatmehit byla ve egyptském náboženství rybí bohyně v oblasti města Per-banebdžedet (Mendes). Byla zobrazována jako ryba nebo jako žena s rybím znakem nebo korunou na hlavě. Byla bohyní života a ochrany.

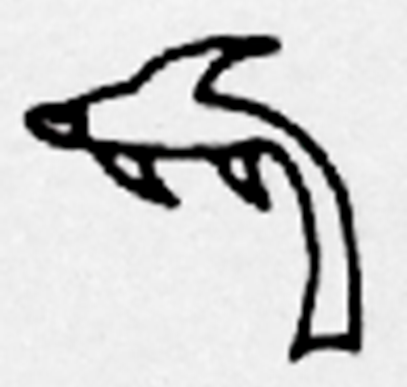
Hatmehyt, rybí symbol 16. nomu Horního Egypta

Bůh Banebdžedet byl považován za jejího manžela. Společně tito dva a syn Harpokratés tvořili od Třetího přechodného období tzv. Trojici z Mendesu.